# Murmidius segregatus
Murmidius segregatus là một loài bọ cánh cứng trong họ Cerylonidae. Loài này được Waterhouse miêu tả khoa học năm 1876.